# 小指鰧
小指鰧（學名：Dactyloscopus minutus），為輻鰭魚綱䲁形目指鰧科指鰧屬的一個種，分布於中東太平洋墨西哥海域，深度0至2公尺，本魚身體扁平，向尾部逐漸變細，頭大，上部扁平，前部圓而窄，眼突，有長柄，無乳突，鼻孔管狀，後鼻孔在前鼻孔後開口，兩唇均有皮瓣，上唇8個，下唇12個，鰓蓋有7個皮瓣，背鰭起點於頸背，背鰭硬棘11枚、背鰭軟條22枚、臀鰭硬棘2枚、臀鰭軟條26枚，胸鰭條通常13條，尾基端下方有缺口，尾鰭條不分支，側線連續，在最後一節背棘下方向下彎曲，側線鱗37片，嘴內無色素沉澱，眼呈深色，眼後有寬闊的T形或三角形白色斑點，上背部有5-6個深色鞍狀線，側面有2條深色橫紋，背部和肛門淺色，尾淺色，基部有深色斑點，體長可達2.3公分，棲息在沙底質海床及潮池，生活習性不明。